# SNK Corporation

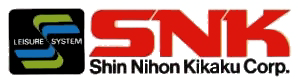
Logo 1982–1988

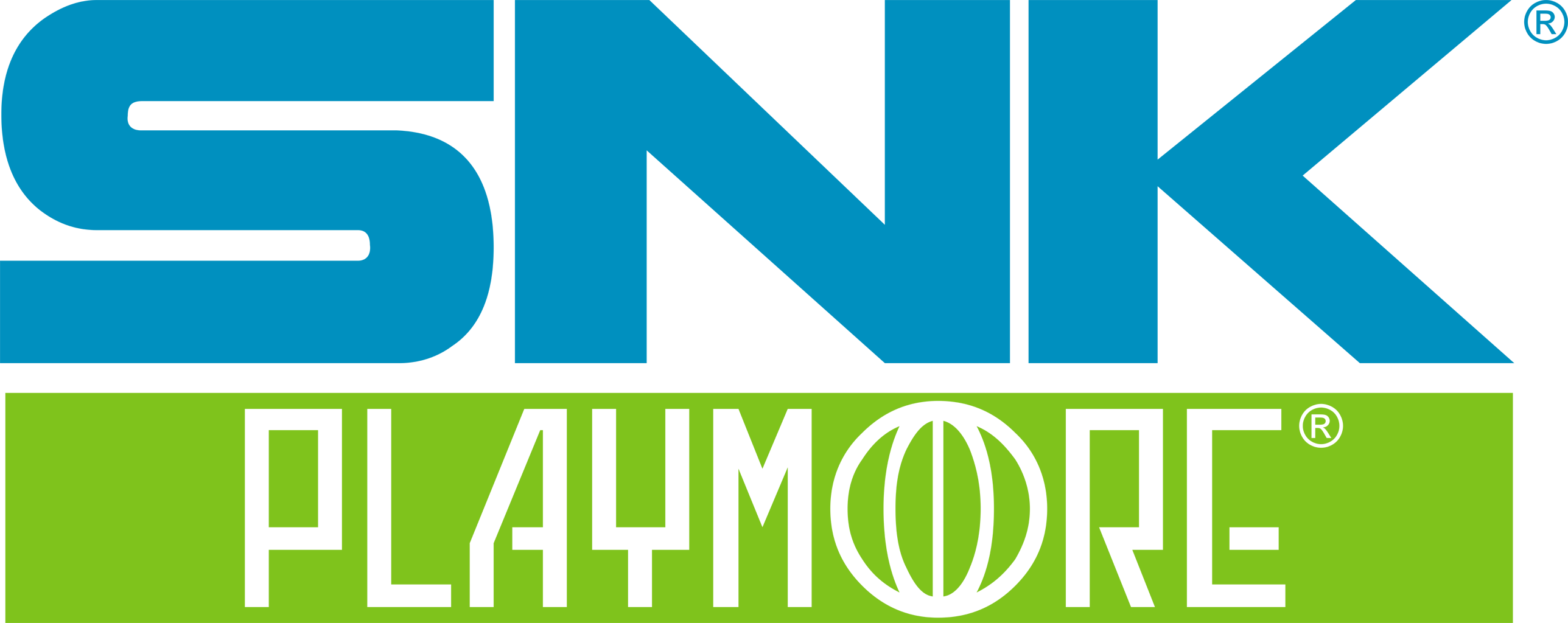
Das ehemalige Logo vor 2016 mit dem Playmore-Branding.

K.K. SNK Corporation (jap. 株式会社SNK, Kabushiki-gaisha SNK, engl. SNK Corporation) ist ein japanisches Videospiel-Unternehmen. SNK bedeutet Shin Nihon Kikaku, auf Deutsch Neues-Japan-Projekt.

## Unternehmensgeschichte
In den frühen 1970er Jahren verwaltete Eikichi Kawasaki, ein ehemaliger Boxer, ein Café und ein Bauingenieurbauunternehmen in Osaka. 1973 kaufte er ein elektrisches Maschinenunternehmen in Kobe und gründete Shin Nihon Kikaku. Als Eikichi Kawasaki das rasche Wachstum bemerkte, das in dem münzbetriebenen Videospielmarkt auftrat, erweiterte er Shin Nihon Kikaku, um die Entwicklung und Vermarktung eigenständiger Münzenspiele zu betreiben. Am 22. Juli 1978 wurde das Unternehmen als Shin Nihon Kikaku Corporation in Higashiōsaka rekonstituiert.
Die ersten veröffentlichten Arcade-Spiele waren 1979 Ozma Wars und Safari Rally. 1980 Sasuke vs. Commander und 1981 folgten die Spiele Zarzon, Fantasy und Vanguard.
Das Unternehmen hatte zunächst den Spitznamen „Shin Nihon Kikaku“ in Katakana, wurde aber seit 1981 in „SNK“ geändert, indem die Initialen aus dem römischen Alphabet (Shin Nihon Kikaku) übernommen wurden. Der englische Copyright-Vermerk lautete ebenfalls „SNK CORPORATION“. Das Unternehmen ließ sich in Sunnyvale, Kalifornien, nieder, um seine eigene Marke münzbetriebener Spiele an Spielhallen in Nordamerika zu liefern. SNK wählte John Rowe als Leiter seiner amerikanischen Niederlassung.
Im April 1986 wurde der Firmenname in den Spitznamen „SNK“ geändert, der eingetragene Handelsname musste jedoch SNK Corporation lauten. Dies liegt daran, dass das damalige Justizministerium die Registrierung eines Handelsnamens unter Verwendung des Alphabets nicht genehmigte, wie dies bei ADK, NMK, TDK und RKB Mainichi Broadcasting der Fall war. Im November 1986 wurde die amerikanische Tochtergesellschaft SNK Corporation of America in Sunnyvale, Kalifornien, gegründet. Im März 1988 zogen die SNK-Mitarbeiter in ein Gebäude in Suita, Osaka, Japan.
SNK ist bekannt als Hersteller der Videospielkonsole Neo Geo, die SNK seit den frühen 1990ern entwickelte. Die Mehrzahl der erfolgreichen SNK-Spiele wurden für das Neo Geo entwickelt, auch wenn manche später auf andere Konsolen portiert wurden. SNK entwickelte mehrere Variationen des Neo Geos, wie den Neo Geo CD, den Neo Geo CDZ und den Hyper Neo-Geo 64. Außerdem entwickelten sie die beiden Handhelds Neo Geo Pocket und Neo Geo Pocket Color.
SNK schloss am 13. Juni 2000 alle Amerikanischen, Kanadischen und Europäischen Aktivitäten. Das Unternehmen verkaufte die Vertriebsrechte für MVS-Arcade-Systeme und Neo Print-Fotosysteme in Nordamerika. Es lizenzierte nordamerikanische Lokalisierungen einiger Konsolenveröffentlichungen an externe Unternehmen.
Angesichts der schlechten Arbeitsmoral und der unklaren Zukunft verließen viele Mitarbeiter des Unternehmens ihren Arbeitsplatz. Einige schlossen sich den Rivalen Capcom und Arc System Works an, andere gründeten den Entwickler Dimps. Kawasaki finanzierte zusammen mit fünf anderen ehemaligen SNK-Führungskräften die Gründung von BrezzaSoft, das weiterhin Neo-Geo-Spiele wie The King of Fighters 2001 entwickelte.
Mit einer Gesamtverschuldung von etwa 38 Milliarden Yen verzichtete SNK auf den freiwilligen Wiederaufbau und beantragte am 2. April 2001 SNK beim Bezirksgericht Osaka die Anwendung des zivilen Rehabilitationsgesetzes, wodurch es faktisch bankrottging. Dem Antrag wurde stattgegeben, das Revitalisierungsverfahren war im Gange und der Hauptsitz kehrte in die Stadt Suita in der Präfektur Osaka zurück. Das Bezirksgericht beschloss am 1. Oktober desselben Jahres, das Zivilsanierungsverfahren abzuschaffen und erklärte am 30. Oktober Insolvenz.
Lizenzen für die Spieleproduktions- und Entwicklungsrechte von SNK an seinen Franchises wurden an mehrere andere Unternehmen verkauft. Der damalige Eigentümer, ein Unternehmen namens Aruze, verteilte die Rechte und Eigentümer von SNK an mehrere Unternehmen, darunter BrezzaSoft, Eolith, Mega Enterprises und Noise Factory.
Am 1. August 2001 als Playmore Corporation gegründet. Es war ursprünglich eine Tochtergesellschaft der ehemaligen SNK. Ursprünglich handelte es sich um ein auf Urheberrechtsverwaltungsdienstleistungen spezialisiertes Anwaltsunternehmen, und es wäre falsch, die frühere SNK als ihr Vorgängerunternehmen zu bezeichnen. Am 30. Oktober desselben Jahres gewann das Unternehmen die geistigen Eigentumsrechte des Unternehmens in einem Angebot, das während der Insolvenz der ehemaligen SNK abgegeben wurde. Im Juli 2003 änderte das Unternehmen mit Genehmigung von Eikichi Kawasaki, dem Gründer des ehemaligen SNK-Unternehmens, seinen Namen in SNK Playmore Corporation.
Am 25. April 2016 entfernte SNK offiziell den Namen „Playmore“ aus dem Firmenlogo und setzte den ursprünglichen Slogan „The Future Is Now“ wieder ein, um „eine Rückkehr zur reichen Spielgeschichte von SNK“ zu signalisieren. Zum 1. Dezember 2016 änderte SNK Playmore auch seinen Firmennamen offiziell in SNK Corporation.
Im November 2020 erwarb die MiSK Foundation, eine gemeinnützige Organisation im Besitz des Kronprinzen von Saudi-Arabien, Mohammed bin Salman, über ihre Tochtergesellschaft Electronic Gaming Development Company (EGDC) einen Anteil von 33,3 % an SNK mit der Absicht, einen weiteren Anteil von 17,7 % zu einem späteren Zeitpunkt zu erwerben, um eine Mehrheitsbeteiligung am Unternehmen zu erlangen.
Im April 2021 wurden drei aus Saudi-Arabien entsandte Vorstandsmitglieder ernannt. EGDC gab seine Absicht bekannt, durch weitere Zukäufe 51 % zu erwerben. Im Februar 2022 wurde der Eigentumsanteil von EGDC auf 96,18 % erhöht. Im Mai desselben Jahres teilt SNK das Delisting ihrer Aktien an der Korea Exchange (KOSDAQ) und die zukünftigen Pläne von EGDC mit, alle Aktien des Unternehmens zu erwerben und es zu seiner hundertprozentigen Tochtergesellschaft zu machen. Am 20. März 2023 verlegte SNK seinen Hauptsitz nach Yodogawa-ku, Osaka.

## Bekannte Spiele
- Art-of-Fighting-Serie
- Athena
- Baseball Stars
- Crystalis
- Fatal-Fury-Serie
- Ikari-Warriors-Serie
- The-King-of-Fighters-Serie
- The-Last-Blade-Serie
- Magician Lord
- Metal-Slug-Serie
- Psycho Soldier
- Samurai-Shodown-Serie